# Stortjärnen (Svegs socken, Härjedalen, 689403-142793)
Stortjärnen är en sjö i Härjedalens kommun i Härjedalen och ingår i Ljusnans huvudavrinningsområde. Sjön har en area på 0,0969 kvadratkilometer och ligger 391,1 meter över havet.

## Delavrinningsområde
Stortjärnen ingår i det delavrinningsområde (689574-142799) som SMHI kallar för Ovan 689249-143040. Medelhöjden är 485 meter över havet och ytan är 37,18 kvadratkilometer. Räknas de 4 avrinningsområdena uppströms in blir den ackumulerade arean 107,3 kvadratkilometer. Norrälven som avvattnar avrinningsområdet har biflödesordning 2, vilket innebär att vattnet flödar genom totalt 2 vattendrag innan det når havet efter 242 kilometer. Avrinningsområdet består mestadels av skog (85 procent). Avrinningsområdet har 0,29 kvadratkilometer vattenytor vilket ger det en sjöprocent på 0,8 procent.